# سباستینوس (نظامی رومی)
سباستینوس (درگذشته ۹ اوت ۳۷۸) یک ژنرال رومی بود که در نبرد آدریانوپل در کنار امپراتور والنس در طول جنگ گوتیک درگذشت.

## زندگینامه
از سباستینوس برای اولین بار به عنوان دوکس مصر یاد شده است که در حدود ۳۵۶-۳۵۸ خدمت می‌کرد. او از جرج کاپادوکیه و حامیان آریانیسم او علیه آتاناسیوس اسکندریه حمایت کرد و در ۲۴ دسامبر ۳۵۸ حامیان آتاناسیوس را از کلیساهای اسکندریه اخراج کرد.  آتاناسیوس، در روایت خود از وقایع، این را به مانوی بودن سباستینوس نسبت می‌دهد.  زمانی که او در مصر بود، از لیبانیوس نیز ملاقات کرد.
از سال ۳۶۳ تا ۳۷۸، سباستینوس در ابتدا تحت فرمان امپراطور ژولیان به عنوان کامز (همراه ارشد) خدمت کرد و در امپراتور در حمله ژولیان علیه ایران او را همراهی کرد، ژولیان به سباستینوس فرمان مشترکی با پروکوپیوس داد، با ۳۰۰۰۰ نفر که در ابتدا دجله را قبل از پیوستن به آرشاک دوم پادشاه ارمنستان و لشکرکشی به سمت جنوب برای رسیدن به ارتش یولیان در آشور، در صورت امکان، نگه دارند. 